# Bolton Wanderers F.C.
Bolton Wanderers Football Club – angielski klub piłkarski, mający siedzibę w Horwich, Metropolitan Borough of Bolton, Wielki Manchester w Anglii. Obecnie drużyna występuje w League One.

## Historia
Klub powstał w roku 1874. Bolton Wanderers był jednym z założycieli The Football League, w latach 20. drużyna trzykrotnie zdobyła Puchar Anglii. Czwarty raz powtórzyła to w roku 1958, dzięki dwóm bramkom Nata Lofthouse’a. W roku 1987 Bolton występował w Fourth Division, do pierwszej ligi powrócił jednak w roku 1995 po piętnastoletniej nieobecności. W sezonie 2005/06 klub pierwszy raz od 32 lat wystąpił w europejskich pucharach. W następnym sezonie zajął 7. miejsce w lidze, dzięki czemu awansował do Pucharu UEFA. Rozgrywki te zakończył na 1/8 finału, w którym przegrał ze Sportingiem. W sezonie 2011/12 zespół zajął 18.miejsce w Premier League i spadł do Championship.
Od 1997 klub domowe mecze rozgrywa na Macron Stadium. Wcześniej występowali na Burnden Park.

## Sukcesy
- Puchar Anglii (4): 1923, 1926, 1929, 1958
- Tarcza Wspólnoty (1): 1958

## Klubowe rekordy
- Najwyższe zwycięstwo: 8:0 .vs. Barnsley F.C., 1934
- Najwyższa porażka: 1:9 .vs. Preston North End, 1887
- Najwięcej ligowych występów: Eddie Hopkinson, 519
- Najwięcej bramek w lidze: Nat Lofthouse, 255
- Najwięcej występów w 1 lidze: Gary Speed, 483
- Najwyższa suma transferu (wydana): Johan Elmander, £10m, Toulouse FC, 2008
- Najwyższa suma transferu (otrzymana): Nicolas Anelka, £18m, Chelsea, 2008

## Stadion
- Nazwa: Macron Stadium
- Pojemność: 27 723
- Inauguracja: 1997
- Wymiary boiska: 103 × 67 m

## Europejskie puchary
Legenda do wszystkich tabel:
- Q – runda eliminacyjna, 1/16, 1/8, 1/4, 1/2 – odpowiednia faza rozgrywek, Grupa – runda grupowa, 1r gr – pierwsza runda grupowa, 2r gr – druga runda grupowa, F – finał, R – runda, PO – play-off
- k. – rzuty karne, los. – losowanie, Dogr. – dogrywka, w. – zasada bramek strzelonych na wyjeździe

| Sezon   | Rozgrywki   | Runda   | Przeciwnik         | Dom | Wyjazd | Ogólnie    |
| ------- | ----------- | ------- | ------------------ | --- | ------ | ---------- |
| 2005/06 | Puchar UEFA | 1R      | Łokomotiw Płowdiw  | 2–1 | 2–1    | 4–2        |
| 2005/06 | Puchar UEFA | Grupa H | Beşiktaş JK        |     | 1–1    | 3. miejsce |
| 2005/06 | Puchar UEFA | Grupa H | Zenit Petersburg   | 1–0 |        | 3. miejsce |
| 2005/06 | Puchar UEFA | Grupa H | Vitória Guimaraes  |     | 1–1    | 3. miejsce |
| 2005/06 | Puchar UEFA | Grupa H | Sevilla FC         | 1–1 |        | 3. miejsce |
| 2005/06 | Puchar UEFA | 1/16    | Olympique Marsylia | 0–0 | 1–2    | 1–2        |
| 2007/08 | Puchar UEFA | 1R      | Rabotniczki        | 1–0 | 1–1    | 2–1        |
| 2007/08 | Puchar UEFA | Grupa F | SC Braga           | 1–1 |        | 3. miejsce |
| 2007/08 | Puchar UEFA | Grupa F | Bayern Monachium   |     | 2–2    | 3. miejsce |
| 2007/08 | Puchar UEFA | Grupa F | Aris FC            | 1–1 |        | 3. miejsce |
| 2007/08 | Puchar UEFA | Grupa F | FK Crvena zvezda   |     | 1–0    | 3. miejsce |
| 2007/08 | Puchar UEFA | 1/16    | Atlético Madryt    | 1–0 | 0–0    | 1–0        |
| 2007/08 | Puchar UEFA | 1/8     | Sporting CP        | 1–1 | 0–1    | 1–2        |

## Trenerzy
| Imię i nazwisko   | Narodowość        | Lata      |
| ----------------- | ----------------- | --------- |
| Tom Rawthorne     | Anglia            | 1874-1885 |
| J.J. Bentley      | Anglia            | 1885-1886 |
| William Struthers | Anglia            | 1886-1887 |
| Fitzroy Norris    | Anglia            | 1887      |
| J.J. Bentley      | Anglia            | 1887-1895 |
| Harry Downs       | Anglia            | 1895      |
| Frank Brettell    | Anglia            | 1896-1898 |
| John Somerville   | Anglia            | 1898-1910 |
| Will Settle       | Anglia            | 1910-1915 |
| Tom Mather        | Anglia            | 1915–1919 |
| Charles Foweraker | Anglia            | 1919-1944 |
| Walter Crickmer   | Anglia            | 1945–1950 |
| Bill Ridding      | Anglia            | 1951–1968 |
| Nat Lofthouse     | Anglia            | 1968–1970 |
| Jimmy Mcllroy     | Irlandia Północna | 1970      |
| Jimmy Meadows     | Anglia            | 1970      |
| Nat Lofthouse     | Anglia            | 1971      |

| Imię i nazwisko          | Narodowość        | Lata      |
| ------------------------ | ----------------- | --------- |
| Jimmy Armfield           | Anglia            | 1971–1974 |
| Ian Greaves              | Anglia            | 1974–1980 |
| Stan Anderson            | Anglia            | 1980–1981 |
| George Mulhall           | Szkocja           | 1981–1982 |
| John McGovern            | Szkocja           | 1982–1985 |
| Charlie Wright           | Anglia            | 1985      |
| Phil Neal                | Anglia            | 1985–1992 |
| Bruce Rioch              | Szkocja           | 1992–1995 |
| Roy McFarland/Colin Todd | Anglia            | 1995–1996 |
| Colin Todd               | Anglia            | 1996−1999 |
| Sam Allardyce            | Anglia            | 1999–2007 |
| Sammy Lee                | Anglia            | 2007      |
| Gary Megson              | Anglia            | 2007–2009 |
| Owen Coyle               | Szkocja           | 2010–2012 |
| Dougie Freedman          | Szkocja           | 2012–2014 |
| Neil Lennon              | Irlandia Północna | 2014-2016 |